# Charley's Aunt (toneel)
Charley's Aunt is een toneelkomedie uit 1892 geschreven door Brandon Thomas. Het verhaal speelt zich af rond de vrienden Lord Fancourt Babberly en Charley, waarbij Babberly wordt overtuigd om zich te verkleden en voor te doen als zijn echte tante. Het stuk is in vele landen vertaald en talloze malen bewerkt voor film, televisie en musical. De Nederlandstalige versie luidt De Tante van Charlie.